# ناحیه دورا، شهرستان دم اوتر، مینه سوتا
ناحیه دورا (به انگلیسی: Dora Township) یک منطقهٔ مسکونی در ایالات متحده آمریکا است که در شهرستان اوتر تیل، مینه‌سوتا واقع شده‌است.
 ناحیه دورا ۹۲٫۸ کیلومتر مربع مساحت و ۷۲۶ نفر جمعیت دارد و ۴۲۵ متر بالاتر از سطح دریا واقع شده‌است.